# Offensive Léningrad-Novgorod

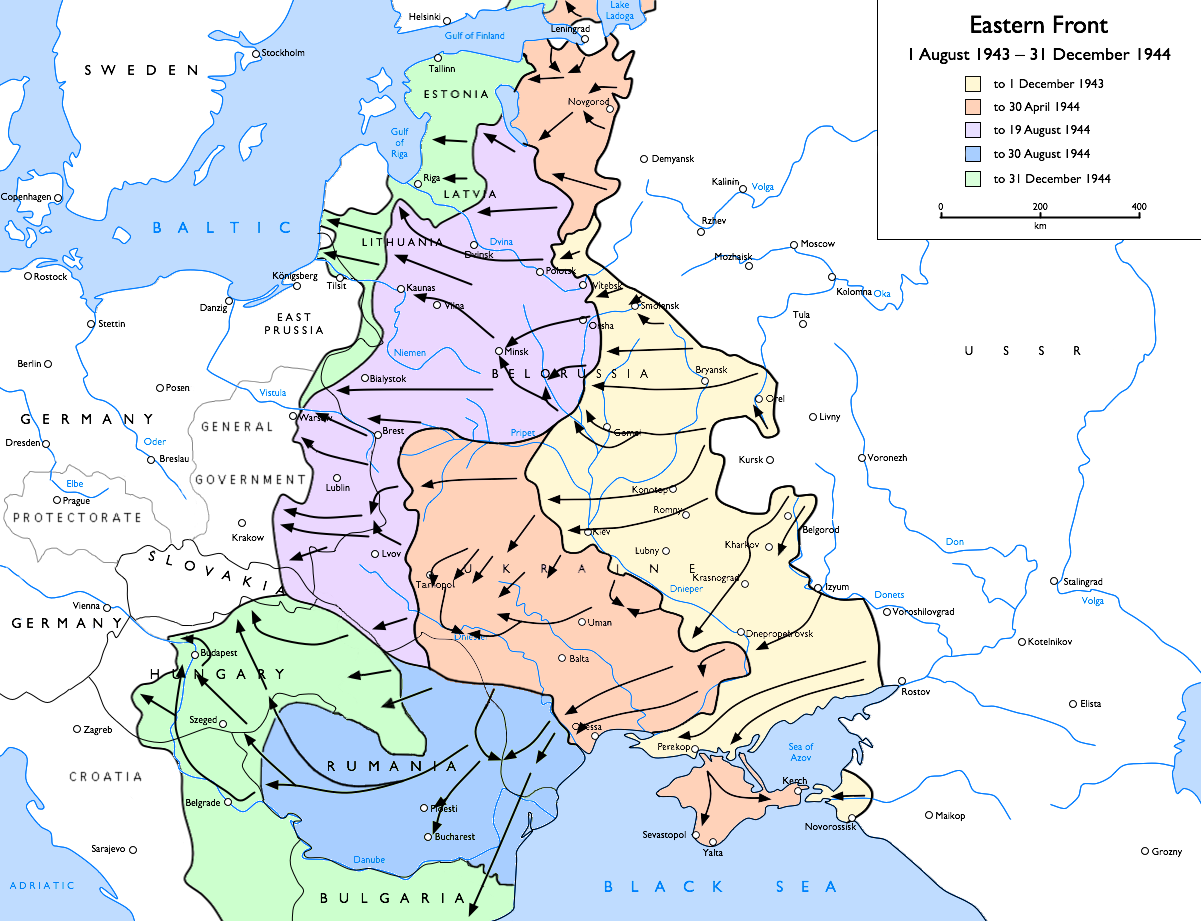
Gains territoriaux des Soviétiques de la mi-1943 à fin 1944.

Seconde Guerre mondiale
Batailles
Front de l’Est

Prémices :
- Campagne de Pologne
- Guerre d'Hiver

Guerre germano-soviétique :
- 1941 : l'invasion de l'URSS

- Opération Barbarossa

Front nord : 
- Guerre de Continuation
- Opération Silberfuchs
- Siège de Léningrad

Front central : 
- 2e bataille de Brest-Litovsk
- Bataille de Białystok–Minsk
- 1re bataille de Smolensk
- Bataille de Kiev

Front sud : 
- Siège d'Odessa
- Campagne de Crimée

- 1941-1942 : la contre-offensive soviétique

Front nord : 
- Poche de Demiansk
- Poche de Kholm

Front central : 
- Bataille de Moscou

Front sud : 
- Seconde bataille de Kharkov

- 1942-1943 : de Fall Blau à la 3e bataille de Kharkov

Front nord : 
- Offensive de Siniavino
- Opération Iskra
- Bataille de Krasny Bor
- Opération Poliarnaïa Zvezda

Front central : 
- Opération Mars

Front sud : 
- Bataille du Caucase (opération Fall Blau)
- Bataille de Stalingrad
- Opération Uranus
- Opération Saturne
- Offensive d'Ostrogojsk-Rossoch
- Offensive de Voronej-Kastornoe
- Opération Gallop
- Opération Étoile
- Troisième bataille de Kharkov

- 1943-1944 : libération de l'Ukraine et de la Biélorussie

Front central : 
- 2e bataille de Smolensk
- Opération Bagration

Front sud : 
- Bataille de Koursk
- Bataille du Dniepr
- Offensive Dniepr-Carpates
- Offensive de Crimée
- Offensive de Lvov-Sandomir

- 1944-1945 : campagnes d'Europe centrale et d'Allemagne

Allemagne : 
- Offensive Vistule-Oder
- Offensive de Poméranie orientale
- Siège de Breslau
- Offensive de Prusse-Orientale
- Bataille de Königsberg
- Bataille de Seelow
- Bataille de Bautzen
- Bataille de Berlin
- Capitulation allemande

Front nord et Finlande : 
- Guerre de Laponie
- Offensive Leningrad-Novgorod
- Bataille de Narva

Europe orientale : 
- Opération Margarethe
- Insurrection de Varsovie
- Soulèvement national slovaque
- Opération Panzerfaust
- Bataille de Budapest
- Opération Frühlingserwachen
- Offensive de Vienne
- Insurrection de Prague
- Offensive de Prague
- Bataille de Slivice

Front d’Europe de l’Ouest

Campagnes d'Afrique, du Moyen-Orient et de Méditerranée

Bataille de l’Atlantique

Guerre du Pacifique

Guerre sino-japonaise

Théâtre américain
L'offensive Léningrad-Novgorod est une opération stratégique soviétique lancée par l’Armée rouge le 14 janvier 1944. Cette opération doit refouler le Groupe d'armées Nord allemand par une attaque menées par les fronts de Volkhov et de Léningrad, ainsi que par une partie du 2e front balte, afin de mettre un terme au siège de Léningrad. En l'espace de deux semaines, l’Armée Rouge reprend le contrôle de la ligne Moscou–Léningrad, et le 26 janvier 1944 Joseph Staline proclame la fin du siège de Léningrad, et l'expulsion des armées allemandes de tout l’oblast de Léningrad. La fin du blocus de 900 jours est célébrée à Léningrad le jour même par une salve tirée par 324 canons. Au terme d'un mois de combat, les unités soviétiques atteignent leurs objectifs, le 1er mars. L’état-major soviétique ordonne ensuite à l'armée de Léningrad de poursuivre l'ennemi en traversant la Narva. Le deuxième front balte est chargé de tenir les territoires reconquis sur le 16e corps d'armée allemand.
Les Allemands déplorent la perte de 72 000 hommes, abandonnent 85 pièces d’artillerie d'un calibre variant de 150 à 400 mm. La Wehrmacht, repoussée à plus de 60 km de Léningrad, doit décrocher sur la Louga.

## Ordre de bataille
L’opération s'est menée sur trois fronts : celui de Léningrad, le second front balte et le Front du Volkhov. Les forces soviétiques comptaient 1 241 000 hommes, 10 070 canons, 385 blindés et 370 avions, auxquels s'ajoutait la Flotte de la Baltique.

## Contexte
Au terme de l’opération Barbarossa, les armées allemandes étaient parvenues à encercler Léningrad. Depuis, l’État-major soviétique (la Stavka) avait imaginé plusieurs opérations pour libérer les faubourgs de l’ancienne capitale des tsars. À l'automne 1943, compte tenu des succès partiels de l'année précédente, l’opération Iskra en janvier et  l’offensive Siniavino à la fin de l'année 1942, les premiers préparatifs pour reprendre les faubourgs de Léningrad sont accélérés. Le premier conseil de guerre se tint le 9 septembre 1943, exactement deux ans après le début du siège. On avait retenu deux plans : Neva I et Neva II ; Neva I était prévue pour le cas où les Allemands, pressés sur différents fronts, abandonneraient délibérément Léningrad pour renforcer les points les plus menacés de leur tenaille. La Stavka et les commandants soviétiques de Léningrad optaient pour cette hypothèse. Neva II était prévue dans le cas où les Allemands parviendraient sous quelques mois à occuper Léningrad. Ce devait être une offensive en trident, menée depuis :
- la poche d'Oranienbaum (reprise plus tôt dans l’année),
- les Hauteurs de Poulkovo et
- les fortins autour de Novgorod[10].

L’offensive devait être lancée cet hiver-là, dès qu’on aurait massé suffisamment d’hommes et d’artillerie pour traverser la banquise sans risque.

## Préparatifs

### Côté soviétique
La Flotte de la Baltique était chargée de transporter la 2e armée de choc commandée par Ivan Fediouninski de l'autre côté du lac Ladoga, à Oranienbaum.
À partir du 5 novembre 1943, cette flotte achemina 30 000 hommes, 47 blindés, 400 pièces d’artillerie, 1 400 camions et 10 000 tonnes de munitions et de ravitaillement vers les quais des usines de Léningrad, de Kanat et de la base navale de Lissi Nos vers Oranienbaum.
Une fois que le lac Ladoga fut pris par les glaces, 22 000 hommes, 800 camions, 140 blindés et 380 canons supplémentaires gagnèrent ce point de ralliement. Lorsque l'acheminement fut terminé, on déploya l'artillerie tout autour de Léningrad, du second front balte et du front de Volkhov à raison de 200 batteries par kilomètre ; cela représentait 21 600 pièces d'artillerie classique, 1 500 lance-roquettes Katioucha et 600 canons antiaériens.
La Flotte de la Baltique et les aérodromes autour de Léningrad permirent de concentrer 1 500 avions supplémentaires,. Les forces soviétiques se montaient à présent à 1 241 000, contre les 741 000 soldats allemands.
Le dernier conseil avant l'assaut eut lieu le 11 janvier à Smolny. Le général Govorov, généralissime du Front de Léningrad, y fixa la liste des objectifs prioritaires. Afin de dégager les liaisons ferroviaires vers le sud-est et l'est, l'armée soviétique devait s’emparer de Gatchina, d'où l'on pourrait ensuite reprendre le contrôle de Mga, la petite gare dont la perte avait, en 1941, permis aux Allemands de couper les ravitaillements vers Léningrad. Govorov posta ses troupes conformément à ce plan.

### Côté allemand
Vers la fin de l'année 1943, la situation du Groupe d'Armées Nord devint critique. La Division bleue et trois divisions allemandes avaient été évacuées en octobre, et simultanément le Groupe d'Armées Nord était chargé de reprendre en charge 100 km de front supplémentaires pour soulager le Groupe d'armées Centre. Pour ce qui est de la relève, le maréchal Georg von Küchler recevait la Légion bleue des volontaires croates avec trois divisions SS. Du fait de cet affaiblissement, l'Etat-major proposa une manœuvre de repli propre à réduire la ligne de front de 25 %, et à écarter la menace des concentrations ennemies autour des nombreux saillants. L’opération bleue supposait un repli coordonné de plus de 240 km en janvier, pour décrocher sur la ligne formée par la barrière naturelle que constituent la Narva, la Velikaïa et les lacs Peïpous et de Pskov. Cette position, dite « ligne Panther-Wotan », s'appuyait contre des fortifications construites depuis le mois de Septembre. La retraite devait s'effectuer en plusieurs étapes, en prenant appui sur des positions défensives intermédiaires, dont la principale était la ligne Rollbahn, le long de voie ferrée October, desservant Tosno, Liouban et Tchoudovo. Là, les deux corps d'armée les plus exposés, le XXVIe et le XXVIIIe corps d'armée, devaient faire leur jonction et bivouaquer avant de reprendre leur marche vers la ligne Panther.
Mais au commencement de l'année, Hitler avait rejeté toutes les propositions de repli anticipé vers la « ligne Panther », et le destin du Groupe d'Armées Nord était scellé. Hitler intima l'ordre de tenir les forces soviétiques le plus loin possible de l'Allemagne, chaque mètre perdu devant être chèrement payé par les Soviétiques. Finalement, Hitler fit détacher trois divisions d’infanterie d'élite supplémentaires du groupe d'armées nord pour renforcer le Groupe d'armées Sud d’Erich von Manstein, qui abandonnait le Dniepr sous d'incessants assauts. Le maréchal von Küchler se trouvait à présent dans une position extrêmement précaire, et il pouvait s'attendre au pire sur les fronts Léningrad et Volkhov.

## Les combats

### Offensive Krasnoïe Selo–Ropcha
À la fin du 13 janvier 1944, des bombardiers à longue portée de l'escadrille Balte attaquèrent les principaux postes de commandement allemands. Le 14 janvier, une armée formée de fantassins d'Oranienbaum et du Front Volkhov partirent à l'assaut, suivis le lendemain de la 42e armée sous les ordres d'Ivan Maslennikov depuis les hauteurs de Poulkovo. Un tir de barrage exécuté le long de la ligne de front largua 220 000 obus contre les lignes allemandes. Les premiers jours, une brume épaisse limita à 3 km la progression de la 2e armée de choc et de la 42e armée, aux prises sur un front de 7 km avec les 9e et 10e division de campagne de la Luftwaffe, tandis que le Front du Volkhov repoussait les Allemands de 5 km. Mais le 16 janvier, le dégel s'amorça et la 2e armée de choc enfonça les lignes allemandes sur 23 km, ; puis le 19 janvier, elle reprit Ropcha et la 63e division de fusiliers de la Garde, une unité d'élite de la 42e armée, chassa les Allemands de Krasnoïe Selo. Le 26 janvier, l'armée allemande avait reculé de 100 km, et la ligne Moscou–Leningrad était remise en service. Le lendemain, Staline proclama la fin du siège, et Léningrad fêta cet événement par une salve tricolore de 324 katiouchas et autres pièces d'artillerie à 20 h ce qui, compte tenu du black-out, aurait été impossible durant le siège.

## Conséquences
La rupture du front de Léningrad est effective le 18 janvier 1944. Écrasés par l'artillerie lourde et les 800 000 Soviétiques qui se jettent sur eux, les Allemands battent en retraite vers la frontière estonienne dans le désordre. Devant le risque d’effondrement complet du front, Hitler accepte ce repli mais relève von Küchler de son commandement : le maréchal est remplacé par Walter Model. Celui-ci donne l'ordre de se replier sur la ligne Panther située le long du lac Peïpous : le front Nord a reculé de 150 km ce qui est un véritable triomphe pour la Stavka.
Le nouvel objectif des Soviétiques est de poursuivre le groupe d'armées Nord et d'envahir au passage les Pays baltes, qui se sont soulevés trois ans plus tôt...